# Eukoenenia remyi
Espèce
Eukoenenia remyi est une espèce de palpigrades de la famille des Eukoeneniidae.

## Distribution
Cette espèce est endémique de Bosnie-Herzégovine. Elle se rencontre dans la grotte Pećina Vjeternica à Zavala en Herzégovine.

## Étymologie
Cette espèce est nommée en l'honneur de Paul Remy.

## Publication originale
- Condé, 1974 : Eukoenenia remyi n. sp., Palpigrade cavernicole d'Herzégovine. Annales de spéléologie, vol. 29, no 1, p. 53-56.